# Liste von Adaptionen von Der Lotse geht von Bord

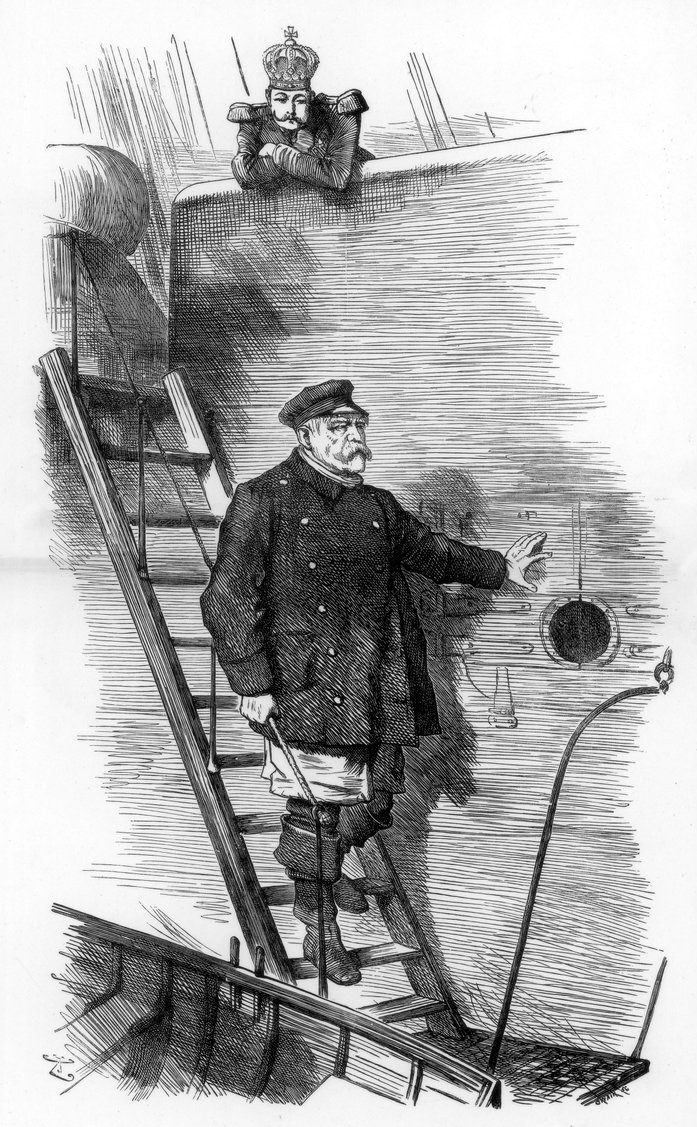
Dropping the Pilot (1890)

Die Liste von Adaptionen von Der Lotse geht von Bord enthält Karikaturen, die das Motiv der bekannten Karikatur Der Lotse geht von Bord (im englischen Original Dropping the Pilot) von John Tenniel aus dem Jahr 1890 aufgreifen, auf der Otto von Bismarck das Schiff verlässt, wobei Kaiser Wilhelm II. ihn von Bord aus beobachtet. Die Adaptionen stammen zum Großteil aus Großbritannien und Deutschland, aber auch Werke aus den USA, den Niederlanden, Neuseeland und Südafrika sind vertreten. Sie reichen von originalgetreuen Nachahmungen, die den Stil von Tenniels Werk kopieren bis zu sehr freien Adaptionen des Motivs, bei denen vor allem der Titel den Bezug zum Original herstellt. Darüber hinaus drehen einige Adaptionen die Richtung des Lotsen um und lassen ihn das Schiff betreten. Bezug nehmen die Karikaturen in den meisten Fällen auf Personalveränderungen in der Politik, also zum Beispiel den Beginn oder das Ende von Amtszeiten.

## Liste
| Jahr | Urheber                    | Werk                                       | Titel                                           | Beschreibung | Ref.          | Bild |
| ---- | -------------------------- | ------------------------------------------ | ----------------------------------------------- | --- | ------------- | ---- |
| 1909 | William Haselden           | Daily Mirror                               | Dropping the Pilot                              | Der osmanische Sultan Abdülhamid II. wird von einem Jungtürken mit einem Stein beschwert ins Meer geworfen. | [ 1 ]         | Link |
| 1914 | Will Dyson                 | Daily Herald                               | Prophecy? (Dropping the Pilot)                  | Der deutsche Kaiser Wilhelm II. verlässt das Schiff und wird dabei von einer ungehalten blickenden Germania, der Personifikation Deutschlands, beobachtet. | [ 2 ]         | Link |
| 1915 | Bernard Partridge          | Punch                                      | The Haunted Ship                                | Der Geist Otto von Bismarcks beitritt als Wiedergänger das Schiff. Er wird dabei von einem entsetzt blickenden Wilhelm II. beobachtet. | [ 3 ] [ 4 ]   | Link |
| 1918 | William H. Walker          | Life                                       | Dropping the Pirate                             | Wilhelm II. verlässt mit einer Kugel an seinem linken Fuß das Schiff und wird dabei von einem Soldat der Siegermächte beobachtet. | [ 5 ]         | Link |
| 1924 | D. C. Boonzaier            | Die Burger                                 | Dropping the pilot                              | John Bull, die Personifikation des Königreichs Großbritannien, verlässt das Schiff Die Unie van Suid-Afrika und wird dabei vom südafrikanischen Premierminister Barry Hertzog beobachtet. | [ 6 ]         | Link |
| 1925 | Arthur Johnson             | Kladderadatsch                             | Der Lotse besteigt das Schiff                   | Paul von Hindenburg besteigt das Schiff und wird dabei von einem zufrieden lächelnden Deutschen Michel in Matrosenuniform beobachtet. | [ 3 ] [ 7 ]   | Link |
| 1926 | Bernard Partridge          | Punch                                      | Dropping the Parrot                             | Ein Papagei in Lotsenuniform verlässt das Schiff Miners’ Federation. Beobachtet wird er dabei vom Gewerkschafter A. J. Cook, dessen Ausspruch „Not a penny off the pay, not a minute on the day!“ der Papagei von sich gibt. | [ 8 ]         | Link |
| 1936 | L.J. Jordaan               | unbekannt                                  | De loods verlaat het schip                      | Marcus van Blankenstein verlässt das Schiff Nieuwe Rotterdamsche Courant, das zwischen Felsen mit Hammer und Sichel und dem Hakenkreuz unterwegs ist. | [ 9 ]         |      |
| 1939 | Eppo Doeve                 | Haagsche Post                              | De Loods verlaat het schip                      | Hjalmar Schacht verlässt das Schiff. Adolf Hitler beobachtet ihn. In das Bild ist das Original eingebettet. | [ 9 ]         |      |
| 1939 | David Low                  | Evening Standard                           | Dropping the pilot                              | Ein Luftschiff mit der Aufschrift Nazi Finance ist festgemacht. Hjalmar Schacht steigt eine Treppe hinab. Beobachtet wird er dabei von Adolf Hitler. Walther Funk pumpt das Luftschiff mit einer Luftpumpe auf. Die Gondel des Luftschiffs trägt die Aufschrift „Todeszelle für Juden, Katholiken und kleine Kapitalisten“ („Condemned Cell for Jews, Roman Catholics and small capitalists“) | [ 10 ]        |      |
| 1943 | David Ghilchik             | Daily Sketch                               | Dropping the pilot – 1943 variant               | Der italienische Diktator Benito Mussolini wird vom König Viktor Emanuel III. mit einem Tritt von Bord befördert. Mehrere Italiener schauen fröhlich zu. | [ 11 ]        |      |
| 1945 | Daniel Bishop              | unbekannt                                  | Dropping the Pilot                              | Der britische Premierminister Winston Churchill verlässt das Schiff. | [ 12 ] [ 13 ] |      |
| 1945 | John Collins               | Montreal Gazette                           | Dropping the Pilot                              | Der britische Premierminister Winston Churchill verlässt das britische Staatsschiff und wird von John Bull dabei beobachtet. An dem Schiff hängt eine Fahne mit der Aufschrift „Labour Party“. | [ 14 ]        |      |
| 1946 | Ernest Shepard             | Punch                                      | Cleopatra and the Lion                          | Ein Löwe verlässt das Schiff. Kleopatra, die einen Schlüssel mit der Aufschrift „Suez Canal“ in der Hand hält, beobachtet ihn dabei. | [ 15 ]        |      |
| 1948 | David Low                  | Evening Standard                           | Dropping the pilot                              | Winston Churchill steht am Fallreep und zeigt auf das unten liegende Ruderboot. Dabei fragt er Rab Butler und Harold Macmillan, die an der Reling stehen: „Wofür ist das Boot? Ich gehe nirgendwo hin“ („What’s the boat out for? I’m not going anywhere“). | [ 16 ]        |      |
| 1951 | Leslie Gilbert Illingworth | Daily Mail                                 | The pilot goes aboard again                     | Winston Churchill geht an Bord. Er zeigt das Victory-Zeichen und wird von John Bull beobachtet. | [ 17 ]        |      |
| 1951 | Sidney Strube              | unbekannt                                  | Picking up the pilot                            | Winston Churchill geht an Bord des Ship of State und wird dabei von John Bull beobachtet. | [ 18 ]        |      |
| 1957 | unbekannt                  | Punch                                      | Dropping the Pilots                             | Wjatscheslaw Molotow, Georgi Malenkow, Dmitri Schepilow und Lasar Kaganowitsch verlassen das Schiff und werden von Nikita Chruschtschow dabei beobachtet. | [ 19 ]        |      |
| 1958 | Victor Weisz               | New Statesman                              | Dropping the pilot                              | Jacques Massu ist mit einem Fallschirm aus einem Flugzeug abgesprungen, das in seiner Form an Charles de Gaulle erinnert. | [ 20 ]        |      |
| 1963 | Leslie Gilbert Illingworth | Punch                                      | Swopping the pilot?                             | Harold Macmillan verlässt das Schiff. In einem Boot sitzen Reginald Maudling, Rab Butler, Alec Douglas-Home, Edward Heath, Quintin McGarel Hogg, Iain Macleod und Selwyn Lloyd, die bereit sind, ihn zu ersetzen. | [ 21 ]        |      |
| 1963 | Opland                     | de Volkskrant                              | De loods verlaat het schip                      | Konrad Adenauer verlässt das Schiff. Ludwig Erhard schaut ihm dabei zu. | [ 22 ]        |      |
| 1964 | unbekannt                  | The Courier-Journal                        | Dropping the Pilot                              | Abraham Lincoln verlässt das Schiff namens S.S. Grand Olde Party. Barry Goldwater schaut ihm dabei zu. |               |      |
| 1967 | Ernst Maria Lang           | unbekannt                                  | Lotse Hallstein verläßt das Schiff…             | Der mit mehreren Orden dekorierte Walter Hallstein verlässt das Schiff Europa, wobei das Fallreep zu kurz ist und er mit dem nächsten Schritt ins Bodenlose fallen wird. Im Hintergrund sind Charles de Gaulle und Kurt Georg Kiesinger in Matrosenuniform zu sehen. | [ 23 ]        |      |
| 1969 | Harold Maples              | Fort Worth Star-Telegram                   | Dropping the Pilot                              | Lyndon B. Johnson verlässt den Erdball, am Steuer bleibt Richard Nixon zurück. |               |      |
| 1969 | Fritz Wolf                 | unbekannt                                  | Der Lotse geht von Bord                         | Charles de Gaulle verlässt das gestrandete Schiff Europa. Harold Wilson nähert sich in Matrosenkleidung und mit einem Seesack über der Schulter dem Schiff. | [ 24 ]        |      |
| 1973 | Horst Haitzinger           | unbekannt                                  | Der Lotse geht nicht von Bord                   | Richard Nixon steht mit verschränkten Armen am Fallreep. Uncle Sam gibt ihm einen Tritt in den Hintern. | [ 23 ]        |      |
| 1973 | unbekannt                  | Punch                                      | Picking Up Another Pilot                        | Edward Heath betritt das Schiff und wird dabei von Willy Brandt und Georges Pompidou beobachtet. | [ 25 ]        |      |
| 1974 | Peter Leger                | vermutlich Hannoversche Allgemeine Zeitung | …und wieder geht ein Lotse von Bord             | Willy Brandt verlässt das Schiff Ost- und Deutschlandpolitik und steigt in das Boot SPD. Auf dem Schiff bleibt Helmut Schmidt zurück. | [ 26 ]        |      |
| 1979 | Nicholas Garland           | The Daily Telegraph                        | Keeping The Pilot                               | Ian Smith und Abel Muzorewa stehen an der Reling des Schiffes. Smith, der die Lotseuniform trägt, lächelt, während Muzorewa unglücklich blickt und die Arme verschränkt hat. | [ 27 ]        |      |
| 1979 | Horst Haitzinger           | Nebelspalter                               | Die Lotsen wollen an Bord                       | Franz Josef Strauß und Ernst Albrecht prügeln sich am Fallreep des Schiffes Kanzlerkandidaten ’80. Von oben schaut ihnen lächelnd der damalige Bundeskanzler Helmut Schmidt zu. | [ 28 ] [ 29 ] |      |
| 1980 | Walter Hanel               | unbekannt                                  | Der Lotse muß von Bord                          | Hua Guofeng trägt zusammen mit einem Helfer eine Statue von Mao Zedong von Bord des Schiffes Peking. Die Statue schaut missmutig, während Hua und sein Gehilfe fröhlich sind. | [ 23 ]        |      |
| 1982 | Hermann Degkwitz           | Der Spiegel                                | Der Lotse geht von Bord                         | Der deutsche Bundeskanzler Helmut Schmidt verlässt das Schiff. | [ 12 ] [ 26 ] |      |
| 1982 | Walter Hanel               | FAZ                                        | Der Lotse bleibt an Bord                        | Helmut Schmidt versucht als Steuermann das gestrandete und zerfallene Schiff namens Koalition zu manövrieren. Ebenfalls auf dem Schiff befindet sich Außenminister und Vizekanzler Hans-Dietrich Genscher, der in der Nähe des Beiboots seine Angel ausgeworfen hat. | [ 26 ] [ 30 ] |      |
| 1982 | Eckart Munz                | unbekannt                                  | Der Lotse muß von Bord                          | Helmut Schmidt verlässt das Schiff, das auf Grund gelaufen ist. | [ 12 ]        |      |
| 1984 | Horst Haitzinger           | Bunte                                      | Der Lotse geht von Bord                         | Hans-Dietrich Genscher verlässt das am Meeresgrund liegende Ruderboot F.D.P. mit einem Aktenkoffer mit der Aufschrift „Aussenpolitik“. Martin Bangemann bleibt im Boot zurück. | [ 29 ] [ 31 ] |      |
| 1984 | Jupp Wolter                | unbekannt                                  | Der Lotse geht an Bord                          | Martin Bangemann steigt über eine Treppe auf den Meeresgrund, auf dem sich das Boot F.D.P. befindet. | [ 31 ]        |      |
| 1989 | Ernst Heidemann            | unbekannt                                  | Der Lotse wieder an Bord                        | Der erschöpfte Erich Honecker betritt auf seinen Knien kriechend über das Fallreep das lädierte und geflickte Schiff DDR. Dort hingebracht wurde er von Josef Stalin in einem Ruderboot, dass Hammer und Sichel zieren. Auf dem Schiff befindet sich ein als Reformer bezeichneter Mann mit Hammer und Zirkel in der Hand.                                                                    | [ 3 ]         |      |
| 1989 | Luis Murschetz             | Die Zeit                                   | Der Lotse soll von Bord                         | Ein überdimensionaler Erich Honecker wehrt sich dagegen von einer Menschenmasse von Bord eines Schiffes mit der DDR-Flagge geworfen zu werden. | [ 26 ]        |      |
| 1989 | Bernd Gutzeit              | Westfälische Rundschau                     | Der Lotse geht von Bord                         | Erich Honecker wird von einem Matrosen von Bord getragen. Auf einer Flagge und auf der Unform des Matrosen sind Hammer und Zirkel abgebildet. | [ 32 ]        |      |
| 1990 | Laurence Clark             | The New Zealand Herald                     | Dropping the Pilots                             | Ein Schiff namens Germany wird von den Hauptsiegermächten in Person von Winston Churchill, Franklin D. Roosevelt, Josef Stalin und Charles de Gaulle über das Fallreep verlassen. Bundeskanzler Helmut Kohl beobachtet dies von der Reling aus. | [ 33 ]        |      |
| 1990 | unbekannt                  | Punch                                      | Dropping The Pilot (By Force if Necessary)      | Die britische Premierministerin Margaret Thatcher wird von mehreren wütenden Männern von Bord getreten. Michael Heseltine beobachtet dies. | [ 34 ]        |      |
| 1992 | Luis Murschetz             | Die Zeit                                   | Der Lotse geht von Bord                         | Der deutsche Außenminister Hans-Dietrich Genscher verlässt über die Gangway ein Flugzeug, Bundeskanzler Helmut Kohl beobachtet dies aus dem Cockpit. | [ 35 ]        |      |
| 1994 | Nicholas Garland           | The Daily Telegraph                        | Dropping the pilot                              | Auf einem Schiff, das sich auf stürmischer See befindet, hält sich John Major an der Reling fest. Im Wasser schwimmt Norman Fowler. | [ 36 ]        |      |
| 1995 | Klaus Stuttmann            | taz                                        | Der Lotse verläßt das Boot                      | Das Boot namens F.D.P. ist gesunken. Klaus Kinkel schwimmt an die Oberfläche. | [ 37 ]        |      |
| 1998 | Horst Haitzinger           | Rhein-Zeitung                              | Der Lotse bleibt an Bord!                       | Boris Jelzin liegt in einem Pflegebett an Bord des Schiffes Russland, das fast vollständig von Wasser überspült ist. In der Hand hält er ein Steuerrad. |               |      |
| 1998 | Peter Brookes              | The Times                                  | Dropping the pilot                              | Jacques Chirac wirft Helmut Kohl von Bord eines Schiffes, auf dem eine Europaflagge mit der Aufschrift Euro weht. | [ 38 ]        |      |
| 1999 | Dave Brown                 | The Independent                            | Mandela Dropping the Pilot                      | Nelson Mandela verlässt fröhlich tanzend das Schiff. Er trägt am Oberkörper nur ein Unterhemd. Beobachtet wird er von seinem Nachfolger Thabo Mbeki, der Mandelas Oberteil trägt, das ihm viel zu groß ist. | [ 39 ]        |      |
| 1999 | Richard Wilson             | The Times                                  | Dropping the pilot                              | Oskar Lafontaine verlässt das Schiff. Ihm schauen Gerhard Schröder und Wim Duisenberg zu. Auf der Reling steht ein Aktenkoffer mit der Aufschrift „Central Bank“. | [ 40 ]        |      |
| 2003 | Dave Brown                 | The Independent                            | Dropping the Pilot                              | Der als Ratte dargestellte Alastair Campbell verlässt das sinkende Schiff. Ein haareraufender Tony Blair schaut ihm dabei zu. | [ 41 ]        |      |
| 2003 | Martin Rowson              | The Guardian                               | Dropping the Pilot…                             | Auf einem rotgefärbten See sitzt Jassir Arafat in einem leckgeschlagenen Boot und zeigt den Stinkefinger. Vor dem Boot guckt der obere Teile von Mahmud Abbas’ Kopf aus dem Wasser. Auf ihm befindet sich ein Amboss mit der Aufschrift „With Love from George and Ariel“. Im Hintergrund greifen Kampfhubschrauber eine Stadt an.                                                            | [ 42 ]        |      |
| 2004 | Klaus Stuttmann            | unbekannt                                  | Der Lotse kommt an Bord…                        | Franz Müntefering betritt das Schiff sinkende Schiff SPD. Gerhard Schröder beobachtet ihn dabei von Bord aus. |               |      |
| 2004 | Klaus Stuttmann            | unbekannt                                  | Ein Lotse geht von Bord…                        | Colin Powell fällt von einem Kriegsschiff ins Wasser. Condoleezza Rice schaut ihm fröhlich von Bord aus hinterher, während George W. Bush den Blick abgewandt hat und ruft: „Endlich! Volle Kraft voraus!!“. |               |      |
| 2005 | Horst Haitzinger           | tz                                         | Lotsin an Bord                                  | Merkel betritt von einem Boot aus über das Fallreep das Schiff EU, das auf Felsen aufgelaufen ist, und wird vom Präsidenten der Europäischen Kommission José Manuel Barroso begrüßt. | [ 26 ]        |      |
| 2006 | Steve Bell                 | The Guardian                               | Ohne Titel                                      | Donald Rumsfeld verlässt als Skelett das Schiff, das bereits am Meeresgrund liegt. George W. Bush beobachtet dies von der Reling aus. | [ 24 ]        |      |
| 2006 | Klaus Stuttmann            | unbekannt                                  | Aus der Reihe: Ein Lotse geht von Bord          | Donald Rumsfeld springt von einem in der Wüste des Iraks stehenden Kriegsschiff der US-Navy und landet mit einem „Rummms!!!“ kopfüber im Sand. George W. Bush beobachtet dies vom Schiff aus. |               |      |
| 2007 | Horst Haitzinger           | Rhein-Zeitung                              | Der Lotse geht von Bord                         | Der Bayerische Ministerpräsident und CSU-Vorsitzende Edmund Stoiber wird von seinen Nachfolgern Erwin Huber (neuer Parteivorsitzender) und Günther Beckstein (neuer Ministerpräsident) von Bord des Schiffes CSU getragen. Unten wartet auf ihn ein Beiboot namens Brüssel. | [ 28 ] [ 35 ] |      |
| 2007 | Martin Rowson              | unbekannt                                  | Ohne Titel                                      | Der britische Premierminister Tony Blair verlässt das Schiff und wird von der Reling aus von seinem Nachfolger Gordon Brown beobachtet. Durch ein Bullauge schaut der Vorsitzende der Konservativen und „Schatten-Premierminister“ David Cameron. | [ 43 ]        |      |
| 2008 | Klaus Stuttmann            | unbekannt                                  | Ein Mann geht seinen Weg                        | Kurt Beck verlässt das Schiff SPD über das Fallreep. An der Bordwand sind von oben nach unten absteigende Prozentangaben angezeichnet. Von Bord beobachten ihn Andrea Nahles, Franz Müntefering, Frank-Walter Steinmeier, Peer Steinbrück und Peter Struck. |               |      |
| 2008 | Klaus Stuttmann            | unbekannt                                  | Ohne Titel                                      | Franz Müntefering steigt aus dem Wasser kommend das Fallreep des Schiffes SPD hinauf. Von der Reling schaut ihm Kurt Beck dabei zu. |               |      |
| 2009 | Horst Haitzinger           | Badische Zeitung                           | Der Lotse geht an Bord!                         | Der neue US-Präsident Barack Obama betritt den Flügel des notgewassertes Flugzeugs namens USA und wird von einem fröhlichen Uncle Sam begrüßt. | [ 28 ] [ 44 ] |      |
| 2009 | Horst Haitzinger           | Badische Zeitung                           | Und wieder geht ein Lotse von Bord              | Hartmut Mehdorn wird mit einem Fußtritt aus einem Zug der Deutschen Bahn befördert. | [ 44 ]        |      |
| 2009 | Horst Haitzinger           | Badische Zeitung                           | Der Lotse geht an Bord                          | Sigmar Gabriel steht in einem Tauchanzug am Rande eines Gewässers. Unter Wasser ist das untergangenge Schiff SPD zu sehen. | [ 44 ]        |      |
| 2010 | Horst Haitzinger           | Badische Zeitung                           | Der Koch geht von Bord                          | Roland Koch verlässt als Koch bekleidet und mit einem Holzlöffel in der Hand das Schiff CDU. Eine fröhliche Angela Merkel beobachtet ihn dabei. In Sprechblasen sind verschiedene Meinungen zu Koch zu sehen, die auf Redewendungen aus der Küche anspielen. | [ 44 ]        |      |
| 2012 | Dave Brown                 | The Independent                            | Dropping the Pilot…                             | Das Schiff namens BBC ist auf einen Eisberg mit dem Gesicht von Jimmy Savile aufgelaufen und sinkt. George Entwistle ist bereits im Wasser, nur noch sein Kopf ist zu sehen. Der als Ratte dargestellte Chris Patten beobachtet Entwistle vom Schiff aus. | [ 45 ]        |      |
| 2012 | Jindrich Novotny           | Vorwärts                                   | Der Lotse geht an Bord                          | Der SPD-Kanzlerkandidat Peer Steinbrück betritt das Schiff. | [ 46 ]        |      |
| 2013 | Klaus Stuttmann            | unbekannt                                  | Der Lotse geht von Bord                         | Papst Benedikt XVI. verlässt mit einem Ruderboot den im Wasser versinkenden Petersdom. Dabei versichert er: „Gott wird seine Kirche schon nicht kentern lassen!“ |               |      |
| 2015 | Thomas Plaßmann            | unbekannt                                  | Ein Lotse geht von Bord                         | Helmut Schmidt steigt das zur Himmelsleiter umfunktionierten Fallreep hinauf. Auf dem Schiff steht ein Deutscher Michel. |               |      |
| 2018 | Jürgen Tomicek             | Berliner Morgenpost                        | Die Lotsin geht von Bord (frei nach J. Tenniel) | Angela Merkel verlässt das Schiff CDU. In der Hand hält sie ein Steuerrad mit der Aufschrift „Kanzlerin“. In ihrer Denkblase steht „…aber ich bleibe am Ruder!“ | [ 47 ]        |      |
| 2021 | Thomas Wizany              | Salzburger Nachrichten                     | Die Lotsin geht von Bord                        | Bundeskanzlerin Angela Merkel verlässt das Schiff. Ein fröhlicher Olaf Scholz beobachtet sie von der Reling aus. | [ 48 ]        |      |
| 2022 | Heiko Sakurai              | unbekannt                                  | Der Lotse muß an Bord gehen                     | Bundeskanzler Olaf Scholz betritt ein Kriegsschiff, an dem ein Schild „Neue (bzw. alte) Sicherheitspolitik in Europa“ hängt. | [ 49 ]        |      |
| 2023 | Jürgen Tomicek             | unbekannt                                  | Der Lotse geht von Bord (frei nach J. Tenniel)  | Ein leerer Rollstuhl steht vor dem Fallreep, das von einem Engel in eine Himmelsleiter verwandelt wurde. Daneben steht ein weinender deutscher Michel. Anlass der Karikatur war der Tod von Wolfgang Schäuble. |               |      |